# Armando Becker
Armando Becker (Caracas, 9 giugno 1966) è un ex cestista venezuelano.

## Carriera
Con il Venezuela ha disputato i Campionati mondiali del 1990 e sette edizioni dei Campionati americani (1988, 1989, 1993, 1995, 1997, 1999, 2001).